# 타임기술
타임기술은 대한민국의 방산 기업이다.

## 역사
2018년 9월에 개인사업자의 법인전환으로 설립되어 2021년 6월 24일 코넥스 시장에 상장하였다.